# Angra do Heroísmo
Angra do Heroísmo (portugalska izgovorjava: [ˈɐ̃ɡɾɐ du eɾuˈiʒmu]), splošno znana kot Angra, je občina in mesto na otoku Terceira v portugalski avtonomni regiji Azori. Leta 2011 je imela 35.402 prebivalcev , na območju velikem 239,00 km² . Oblikuje južno polovico Terceire, na severu pripada Praia da Vitória. Angra je skupaj s Ponta Delgado na otoku São Miguelu in Horta na otoku Faial ena od treh regionalnih prestolnic Azorov. Vsaka prestolnica je odgovorna za eno od treh vej oblasti. To je tudi sedež Azorskega škofa.
Mesto je bilo ustanovljeno v drugi polovici 15. stoletja. Angra je služila kot mesto izgnanstva za Almeido Garrett v času napoleonskih vojn. Prav tako je od leta 1830 do 1833 služila kot zatočišče za portugalsko kraljico Marijo II.. UNESCO je leta 1983 zgodovinski center mesta uvrstil na seznam svetovne dediščine.

## Ime
Angra je portugalska beseda za "sidrišče" ali "privez". Vzdevek do Heroísmo ('herojski') je mestu podelila Maria II. Portugalska, da bi spomnil na uspešno obrambo svojih državljanov na otoku pred napadi Miguelistov leta 1829.

## Zgodovina
Nekateri trdijo, da je Angro ustanovil Álvaro Martins, ki je odplul z Didrikom Piningom na ekspedicijo v Novi svet in s Bartolomeu Diasom na potovanju okoli Rta dobrega upanja. Drugi trdijo, da je Angro leta 1450 ali 1451 ustanovil Jácome de Brugges, Flamec, ki je služil princu Henriku Morjeplovcu, ki je nagovarjal kmete, ribiče in trgovce v Nizozemskih državah, da kolonizirajo Azore.
Prva sklicevanja na naselje na Azorih segajo med 1439 in 1449, z donacijo Henrika pomorščaka za kolonizacijo sedmih otokov v osrednji in vzhodni skupini arhipelaga. Terceiro, ki je bila vključena v to skupino, bi vodil Jácome de Brugges, kot je bilo določeno v postopku imenovanja marca 1450 in je vključevalo ne le poselitev zemljišč, ampak tudi: mlinski monopol, solne koncesije, zemljiške pravice v imenu monarhije, desetine, pravosodje in dedne pravice z izjemno določbo o zapuščini materi. Vendar pa je bila velika težava pri privabljanju naseljencev to, da je bil otok do 22. avgusta 1460 še vedno nenaseljen.
Mesto, ki so ga izbrali prvi naseljenci, je bilo razvodnica, ki se je kot amfiteater odpiralo v dva majhna zaliva, ločena s polotokom, na čelu katerega je stal ugasel ognjenik Monte Brasil. Eden od teh zalivov je bil dovolj globok (okoli 40 m), da je zagotovil sidrišče za velike ladje, poleg tega pa je imel še dodatno prednost, da je bil zaščiten pred večino močnih vetrov, razen tistih z juga in jugovzhoda.
Leta 1474 je Álvaro Martins Homem naročil, da se reka, ki se je izlivala v zaliv, preusmerila v kanal, obložen s kamnom, ki naj poteka tako, da so lahko njegove vode izkoristili za obračanje vodnega kolesa mlina. To je postavilo temelje za prihodnji gospodarski razvoj vasi Angra. Hkrati je to omogočilo, da se je območje na obeh straneh toka reke preuredilo v skladu s pravokotnim uličnim tlorisom in organiziralo v soseske po funkciji (trgovina, stanovanja, itd.), da so zadovoljili potrebe hitro rastočega pristanišča. Na hribu nad zalivom so bile zgrajene prve hiše, strme ulice pa so se spuščale proti obali. Na visokih tleh, stran od morja, se je začela graditi trdnjava; sčasoma bi se imenovala Castelo dos Moinhos (grad Mlinov). Do leta 1534 je bila Angra prvo mesto v arhipelagu, ki je bilo povzdignjeno v mesto. Istega leta je papež Pavel III. izbral sedež škofije v Angri s cerkveno oblastjo nad vsemi Azorskimi otoki.
Trgovsko pristanišče zgodnje Angre je imelo pomembno vlogo v trgovini s portugalsko vzhodno Indijo, ki se je začela v 15. stoletju. Zaliv Angra je bil pogosto poln karavel in galeon, kar je prispevalo k napredku mesta in njegovih ljudi. Gradnja številnih dvorcev, samostanov, cerkva in vojaških utrdb v Angri, infrastrukture, ki so bile običajno neprimerne za majhno mesto (ali majhen otok), kaže na pomembno vlogo, ki jo je Angra igrala v transatlantskem ladijskem prometu za Portugalce. Portugalski plemič Pero Anes do Canto (1480–1556), ki se je rodil v Guimarãesu, je bil nadzornik utrdb na Terceiri. Za svojo pristojnost v tej vlogi in druge storitve za portugalsko krono je bil nagrajen z nazivom moço fidalgo (vitez-gospod) in z visokim položajem »dobavitelja Armade otokov in trgovskih ladij vzhodne Indije, trgovina na vseh otokih Azorov« (dedni naslov, ki je sledil naslednjim članom družine Canto za tristo let). Pomembnost in moč Cantosov se jim težko pripiše. V obdobju, ko je Portugalska trgovala z azijskimi, afriškimi in južnoameriškimi kolonijami, so bili odgovorni za zaščito in dobro počutje trgovske flote (in osupljivo bogastvo, ki ga predstavljajo tovori v njihovih skladiščih), ko so se ladje približale zadnji etapi potovanj v severnem Atlantiku. Odgovorni so bili tudi kot glavni carinski uradniki, glavni sodnik, ki je bil zadolžen za reševanje sporov in nadzornik mornariške obrambe Azorov.

### Portugalsko nasledstvo
Preden je Filip II. Španski imel možnost uveljaviti svoj zahtevek za portugalsko krono leta 1580, se je António, prior Crata, nezakoniti potomec linije Beja v portugalski kraljevi družini Braganza, 24. julija 1580 razglasil za kralja. Vendar je njegovo upravljanje v celinski Portugalski trajalo le dvajset dni; 25. avgusta ga je v bitki pri Alcântari porazila španska habsburška vojska, ki jo je vodil Fernando Álvarez de Toledo, vojvoda Alba.
Po Alcántari je poskušal upravljati Portugalsko z Azorov, kjer je ustanovil opozicijsko vlado v Angri do Heroísmo, ki je trajala do leta 1583. Čeprav je bil nekoč monarh (kovanje kovancev in podeljevanja naslovov), je bila njegova vlada priznana samo na Terceiri na Azorih in iz tega pribežališča je António vodil ljudsko uporniško gibanje, ki je nasprotovalo priznanju tujega kralja. Podprli so ga številni francoski pustolovci pod Filippom di Piero Strozzijem, florentinskim izgnancem v službi Francije, pa tudi portugalski domoljubi, od katerih so nekateri neposredno prišli na Azore.
Bitka za zaliv Salga
Prva vojaška akcija na Azorih se je zgodila približno leto dni po Antoionovem porazu pri Alcántari. Španska flota desetih vojnih ladij, ki jo je vodil Pedro Valdez, je 5. julija 1581 bombardirala Angro, nato pa začela raziskovati obalo otoka v iskanju najboljših pristajalnih mest. Ob zori 25. julija so se v zalivu Salga, približno 12 kilometrov vzhodno od pristanišča Angre, v vasi Vila de São Sebastião, zasidrale prve ladje s španskimi vojaki. Obalna straža, ki je stala na rtu imenovanem Ponta do Coelho je sprožila alarm, toda ko so prispele prve portugalske sile, se je približno tisoč Kastilijcev že izkrcalo in začelo napadati okoliške vasi. V tej fazi spopadov so po podatkih lokalnih akterjev vodilno vlogo igrala mlada in lepa Brianda Pereira, ki je skupaj z drugimi ženskami napadla sovražnika s kmetijskimi pripomočki, ko je videla, da je njena hiša uničena.
Do srede zjutraj so Španci pometali obalo s svojimi topovi, boj je bil silovit. O poldnevu, ko je bil še vedno nejasen izid bitke, je avstrijski menih z imenom brat Pedro, ki je aktivno sodeloval v boju, pomislil na strategijo vožnje goveda proti Špancem, da bi jih razpršil. Več kot tisoč glav goveda se je hitro zbralo in s pomočjo krikov in mušketnih strelov, so jih vodili proti sovražniku. Nesrečni Španci so se umikali, a so jih zasledovali do obale, kjer so skoraj vsi izgubili življenje v bojih ali se utopili, ko so poskušali doseči svoje čolne. Ta nekonvencionalna zmaga, bitka v zalivu Salga, je dokazala, da je António lahko računal na veliko lokalne podpore.
Bitka za Ponta Delgado
Naslednja velika vojaška akcija se ni zgodila do naslednjega poletja. Álvaro de Bazán, prvi markiz Santa Cruza, je bil leta 1582 poslan, da bi pretendenta in njegove privržence pripeljal iz Angre in Azorov. Zmagal je v bitki pri Ponta Delgadi 26. julija 1582, ob obali otoka São Miguel, proti ohlapni konfederaciji portugalskih, francoskih, angleških in nizozemskih zasebnikov.
Bitka za Terceiro
Čeprav je bila Antónijeva flota v bitki pri Ponta Delgadi povsem poražena, je po bitki pobegnil v izgnanstvo v Francijo. Njegovi podporniki so bili naslednje leto 27. julija 1583¸poraženi v bitki pri Terceiri, blizu Angre, kar je Filipovim silam omogočilo, da so končno zasedli Azore in dokončali združitev kron Španije in Portugalske. Španski admiral Santa Cruz, ki je bil hvaljen zaradi svojih zmag proti Avizovi rodbini in njenim upornikom na Azorih, je priznal, da Anglija predstavlja resno grožnjo španskemu imperiju in postal je vnet zagovornik vojne z Angleži. Pismo, ki ga je pisal Filipu II. iz Angre do Heroísmo 9. avgusta 1583, dva tedna po bitki pri Terceiri, vsebuje prvi dokončni predlog o oblikovanju španske armade.
Po dogodkih v Terceirski bitki so prenovili obstoječe utrdbe v Monte Brasilu. Med anglo-špansko vojno (1585–1604) so prvotne portugalske utrdbe preoblikovali italijanski vojaški inženir Giovanni Vicenzo Casale in njegovi pomočniki, saj so zasebniki, kot so Francis Drake in Walter Raleigh, napadli španske ladje in imetje. Prvi temeljni kamen je bil položen leta 1583, postopoma pa je bil izdelan z več bastijoni in topovi. Z obnovo se je španski poveljnik Álvaro de Viveiros enajst mesecev (od 27. marca 1641 do 4. marca 1642) upiral za obzidjem nepremagljive trdnjave in samo s koncentrirano silo, ki so jo vodili Francisco Ornelas da Câmara in João de Bettencourt lahko premagal poveljnika. Utrdbo so prevzeli in obnovili za Portugalsko: v trdnjavi je bila zgrajena cerkev v čast svetega Janeza Krstnika (portugalsko São João Baptista) po letu 1642.

### 17. stoletje
Z leti je Terceira (in zlasti Angra) postala priljubljeno mesto za monarhe, ki niso uživali naklonjenosti, da bi ohladili svoje pete, medtem ko so se dogodki na portugalskem kopnem ali drugje nadaljevali brez njih. Leta 1667, ob koncu portugalske obnovitvene vojne, so kralj Afons VI. Portugalski, njegov glavni svetovalec Castelo Melhor in Castelova frankofilna stranka, strmoglavili kraljevega mlajšega brata Pedra, vojvoda Beja (ki je kasneje vladal kot Pedro II. Portugalski). Pedro se je najprej namestil kot bratov regent; potem pa je uredil Afonsovo izgnanstvo na otok Terceira na Azorih, da ne bi mogel upravljati. Afonsov izgon je trajal sedem let.
João Baptista da Silva Leitão de Almeida Garrett, bolj znan kot pisatelj Almeida Garrett, se je rodil leta 1799 v Portu na Portugalskem. Leta 1809 je njegova družina pobegnila pred drugo francosko invazijo, ki so jo izvedli Soultovi vojaki in iskala zatočišče v Angri do Heroísmo. Medtem ko so bili na Azorih, so ga učili njegovi strici, vsi ugledni cerkveni možje. (Njegov stric, Dom Frei Alexandre da Sagrada Família, je bil petindvajseti škof Angre.) Leta 1818 je Almeida Garrett zapustil otok in se preselil v Coimbro, da bi študiral na univerzi.

### 19. stoletje
Ko je kralj João VI. umrl leta 1826, je bila država potopljena v krizo nasledstva. Kralj je imel zakonitega moškega dediča, cesarja Pedra Brazilskega, ki se je v 1820-ih letih uspešno uprl očetu. Mnogi ugledni Portugalci pa niso želeli, da bi se ponovno združili s svojo nekdanjo kolonijo. Kraljevi mlajši sin Miguel je bil izgnan v Avstrijo, ko je vodil številne svoje neuspešne revolucije proti očetovemu liberalnemu režimu. Pedro je abdiciral portugalski prestol v korist sedemletne hčerke Marie da Glória, pri čemer je določil, da se bo poročila s svojim stricem Miguelom, ko bo polnoletna. Da bi lahko vladal skupaj s svojo nečakinjo, je moral Miguel priseči, da bo podpiral obstoječo liberalno ustavo. Miguel se je sprva strinjal, vendar se je hitro premislil. Umaknil je mlado nečakinjo in začel vzpostavljati absolutistično monarhijo.
Pedro in njegova hčerka sta nato začela konflikt, ki je znan različno, kot Liberalne vojne, portugalska državljanska vojna, vojna dveh bratov in Miguelova vojna. 22. junija 1828 so liberalci odstavili azorskega kapetana generala Manuela Vieira de Albuquerque Touvarja, ga poslali na kopno in ustanovili poveljstvo na Terceiri. V bitki pri Praia da Vitória 11. avgusta 1829, so Terceiranci odvrnili napad Miguelistov. To bi pripeljalo do tega, da bi Angra dobila častni naziv do Heroísmo, 'Heroj'. Maria da Glória je prebivala na otoku od 1830 do 1833, njene sile so zmagale naslednje leto.
20. septembra 1836 je Charles Darwin, ugledni angleški naravoslovec, ki se je bližal koncu svojega drugega potovanja z raziskovalnim plovilom HMS Beagle, prispel na Azore in se zasidral v Angri. Naslednji dan je Darwin najel konja in nekaj vodnikov in se odpeljal do središča otoka, kjer naj bi obstajal aktivni vulkanski krater. Kar je odkril, sploh ni bil krater; namesto tega je odkril vrsto razpok v kamnini iz katere je prihajala para. Za naravoslovca njegov dolg dan na sedlu ni bil zelo svetleč. Biološko gledano je Darwin zapisal, da ne more najti ničesar zanimivega. Naslednji dan je Darwin potoval po obalni cesti in obiskal mesto Praia da Vitória na severovzhodnem koncu otoka. Vrnil se je s severne obale in prečkal osrednji del otoka na poti nazaj na Beagle. 25. septembra je odpotoval na otok São Miguel, da bi pobral vsa pisma, ki so mu bila morda poslana tja.
Angra in sosednja Praia da Vitória sta bili zanimiva epizoda ameriške državljanske vojne. Nezmožne prekiniti blokade ladij ameriške mornarice iz južnih (konfederacijskih) pristaniščih in v upanju, da bodo te ladje blokirale proti drugim zaznanim grožnjam, so konfederacijske države Amerike imele vojaške ladje v Britaniji in Franciji. Ena od teh je zapustila Liverpool julija 1862 pod krinko "trgovske ladje" in se sestala s podpornimi ladjami v pristanišču Praia da Vitória. To srečanje je bilo izbrano, ker je bila Portugalska nevtralna, Azori pa so bili daleč stran od ladij ameriške mornarice. V tem pristanišču in kasneje v Angri so se na novo ladjo prenesli topovi in druge vojne zaloge. CSS Alabama je bila prevzeta 24. avgusta 1862 pred pristaniščem Angra, Terceiro pa je zapustila kot najučinkovitejša napadalka trgovskih ladij v pomorski zgodovini.
Ngungunhane (znan tudi kot Mdungazwe Ngungunyane Nxumalo, N'gungunhana ali Gungunhana Reinaldo Frederico Gungunhana) se je rodil v Gazaland v južni Afriki okrog leta 1850, umrl pa je 23. decembra 1906 v Angra do Heroísmo. Kot vazal portugalskega kralja se je uprl, porazila in zaprla ga je portugalska vojska, ki jo je vodil Joaquim Mouzinho de Albuquerque. Z vzdevkom »Lev iz Gaze«, je vladal od leta 1884 do 28. decembra 1895, ko ga je zaprl Joaquim Mouzinho de Albuquerque v utrjeni vasi Chaimite. Ker je bil že znan evropskemu tisku, se je portugalska kolonialna uprava odločila, da ga bo obsodila na izgnanstvo, namesto da bi ga poslala na streljanje, kot bi bilo običajno. Premeščen je bil v Lizbono, spremljal pa ga je sin Godide in drugi dostojanstveniki in nato na otok Terceira, kjer se je spreobrnil v katoličanstvo; živel je tam do svoje smrti. Bil je zadnji imperator Gazaland, ozemlja, ki je zdaj del Mozambika in je bil zadnji monarh svoje dinastije.

### 20. stoletje
Angra je 1. januarja 1980 prizadel velik potres, ki je povzročil znatno škodo zgodovinskemu središču mesta in številnim drugim krajem na otoku Terceira. Azori so doživeli veliko potresov in vulkanskih izbruhov že od pradavnine, vendar je bil dogodek iz leta 1980 verjetno najresnejši od 18. stoletja. Škoda v mestu je bila popravljena in obnovljena v štirih letih. Leta 1983 je bilo zgodovinsko središče mesta Angra do Heroísmo uvrščeno na Unescov seznam svetovne dediščine.

## Geografija
Angra zavzema južno obalo Terceire. Je sedež vojaškega poveljstva in sedež rimokatoliške škofije. Njene glavne zgradbe so stolnica Sére Angra do Heroísmo, vojaška fakulteta, arzenal in observatorij. Pristanišče, ki zdaj nima posebnega trgovskega ali strateškega pomena (vendar je bilo nekoč glavno trgovsko in vojaško pristanišče), je na zahodu in jugozahodu zaščiteno z rtom Monte Brasil in je danes manj pomembno kot sosednja pristanišča Ponta Delgada na otoku São Miguel in Horta na otoku Faial. Drugi spomeniki in parki so še:
- Jardim Duque da Terceira
- Miradouro da Amoreira
- Miradouro do Pico das Cruzinhas
- Miradouro da Ponta do Queimado
- Miradouro do Pico Matias Simão
- Miradouro da Serreta
- Miradouro das Veredas
- Mata da Serreta
- Parque Municipal do Relvão
- Parque Arqueológico Subaquático da Baía de Angra do Heroísmo
- Parque de Campismo das Cinco Ribeiras

### Ekoregije/zaščitena območja
- Algar do Carvão
- Baía de Angra do Heroísmo
- Baía das Pontas
- Baía da Salga
- Baía do Refugo
- Baía dos Salgueiros
- Furna de Água
- Galerias da Feteira
- Gruta do Natal
- Gruta Brisa Azul
- Gruta das Mercês
- Gruta do Zé Grande
- Gruta das Cinco Ribeiras
- Gruta das Agulhas
- Gruta dos Ratões
- Ilhéus das Cabras
- Lagoa do Negro
- Monte Brasil
- Porto das Cinco Ribeiras
- Ponta do Queimado
- Prainha
- Serra do Morião
- Serra da Ribeirinha
- Serra de Santa Bárbara
- Zona Balnear do Negrito
- Zona de Protecção Especial do Ilhéu das Cabras

### Podnebje
Podnebje Angre do Heroísmo je mejno mediteransko (Csa) in vlažno subtropsko (Cfa), z avgustovskim dnevnim povprečjem tik nad 22 ° C in julijskimi padavinami tik pod 30 mm izotermo za oceanski podnebni režim. Prav tako je bistveno ublaženo z Zalivskim tokom in toplo severno Atlantsko vodo, ki obkroža Azore, z zelo blagimi zimskimi temperaturami za kraj tako daleč od ekvatorja. To je ena od najbolj oddaljenih lokacij od ekvatorja, ki nikoli ni zabeležila zmrzali. Nasprotno, tudi temperature nad 30 ° C niso bile nikoli zabeležene, saj so poletni dnevi zanesljivo ostali približno od 24 ° C do 25 ° C.

### Družbena geografija
Upravno je občina Angra do Heroísmo sestavljena iz več civilnih župnij, ki so bile zgodovinsko župnijske entitete, ki jih je upravljala katoliška cerkev. Po izgonu verskega reda iz Portugalske je portugalska uprava te teritorialne enote prilagodila sekularnim institucijam, ki so postale temelj lokalne uprave. V civilnem kontekstu je župnija (freguesia v portugalščini) preprosto razdelitev občine (concelho ali município). Devetnajst civilnih župnij Angra do Heroísmo so:
Altares, Cinco Ribeiras, Doze Ribeiras, Feteira, Nossa Senhora da Conceição, Porto Judeu, Posto Santo, Raminho, Ribeirinha, Santa Bárbara, Santa Luzia, São Bartolomeu de Regatos, São Bento, São Mateus da Calheta, São Pedro, Sé, Serreta, Terra Chã in Vila de São Sebastião.
Trinajst župnij ima tisoč ali več ljudi, v teh večjih župnijah pa živi 88,71% prebivalstva. V preostalih šestih župnijah živi približno 11,3% prebivalstva. Najbolj poseljena župnija je Nossa Senhora da Conceição (Gospa spočetja), najmanj naseljena pa je Serreta. Največja župnija geografsko je Porto Judeu, najmanjša pa je Santa Luzia

### Pobratena mesta
Angra je pobratena z:
- Évora, Portugalska, od 1988
- Taunton, Massachusetts, ZDA, od 1986
- Tulare, Kalifornija, ZDA, od 1966
- Salvador, Bahia, Brazilija, od 1985
- Florianópolis, Brazilija, od 1994
- Gustine, Kalifornija, ZDA, od 2002
- São Vicente, Cape Verde, od 2003
- Gramado, Brazilija, od 2004
- Gilroy, Kalifornija, ZDA, od 2005
- Porto Novo, Cape Verde, od 2011
- Cartagena, Kolumbija, od 2015
- Jining, Kitajska, od 2015
- Funchal, Portugalska, od 2016

## Arhitektura

### Posvetna
Zgodovinsko središče mesta Angra je ob južni obali in obsega srednjeveško mesto in utrjeno citadelo z vulkanskim stožcem Monte Brasil. 
V Angri prevladuje Stari trg (portugalsko Praça Velha), znan tudi kot Trg svetnikov Kozme in Damjana (portugalsko Praça de São Cosmo e Daimão) ali Obnovitveni trg (portugalsko Praça dos Restoradores). To je bil eden od prvih portugalskih trgov, ki je bil posebej zasnovan kot širok odprt prostor, ki je povezal dve glavni mestni arteriji. Angrski trg je širok in urejen, tlakovan s portugalskim tlakom (iz belega apnenca in črnega bazalta). V svoji zgodovini je imel različne funkcije: v nedeljo je bil trg piščancev in živine, v času bojev med liberalci in absolutisti je bil mesto javnih obešenj in lokacija, kjer se je začela lokalna dirka bikov. Dobro načrtovan in čudovit trg dolguje svoj značaj vplivu lizbonskega potresa leta 1755, ki je povzročil program obnove, in je vplival na številna mesta in vasi na Portugalskem. Stari trg (ki je dosegel svojo končno obliko v poznem 18. stoletju) odraža to novo razmišljanje in pristop k urbanizmu in prometu. Po 19. stoletju (natančneje leta 1879) je služil kot osrednje zbirališče koncertov vojaške skupine 10. Chasseurjevega polka, čigar vojašnice so bile v trdnjavi São João Baptista.
- Pokopališče sider (portugalsko Cemitério das Âncoras) je podvodno arheološko najdišče znotraj zaliva Angra.
- Carinska pisarna (portugalsko Alfândega de Angra do Heroísmo), zgrajena v podporo prilivov ljudi in trgovinskih virov v kolonijah 15. stoletja na Azorih, je bila zgradba, ki je bila podobna dolgi hiši, zgrajena v 16. stoletju ob Patio da Alfândega ob primitivnem pristanišču in cerkvi Misericórida.
- Dvorec D. Violante do Canto (portugalsko Casa de Dona Violante do Canto / Solar de Dona Violante do Canto) je mestni dvorec zgrajen nekje v 16. stoletju, kot rezidenca D. Violante do Canto e Silva, naslednika upravitelja. Leta 1583 po kapitulaciji otoka in prihodu španskih vojakov v Angro, je bila hiša izbrana kot rezidenca markizov Santa Cruz.
- Dvorec Madre de Deus (portugalsko Solar de Madre de Deus), ki ga je zgradil João de Bettencourt de Vasconcelos, je (skupaj s svojim svakom, kapetanom-majorjem Franciscom Ornelas da Câmaro) uporabil to stavbo leta 1641 med blokado trdnjave São João Baptista in izkopal jarke okrog stavbe, da bi branili lokacijo.
- Dvorec Nossa Senhora dos Remédios (portugalsko Solar e Capela de Nossa Senhora dos Remédios), nekdanja rezidenca družine Canto e Castro, stavba iz 16. stoletja je bila zgrajena iz stanovanjske hiše Pero Anes do Canto, ki je bil imenovan za prvega provisionorja (leta 1527). Srednjeveška postaja je odgovarjala za podporo karavelam, ki so prečkale Atlantik. Njegovi potomci so razširili skupino stavb, vključno z veliko kapelo. Je ena od pomembnih zgodovinsko-kulturnih in arhitekturnih stavb v zgodovinskem središču mesta Angra, ki je del dediščine Unesca.
- Bettencourtova palača  (portugalsko Palácio Bettencourt / Biblioteca Pública e Arquivo Regional de Angra do Heroísmo), stavba iz 17. stoletja, prvotno zasebni dom, v katerem so javne knjižnice in regionalni arhivi s 400.000 knjigami in dvema milijonoma dokumentov.
- Palača generalnih poveljnikov (portugalsko Colégio de Santo Inácio / Colégio da Companhia de Jesus / Palácio dos Capitães Generais (SRAI)) v bližini Largo Prior do Crato, stavba iz 16. stoletja, tesno povezana z zgodovino: prvotno je bila jezuitski samostan svetega Ignacija in kasneje Kolegij Jezusovega društva, preden je bil opuščen leta 1759. Ko je bila leta 1766 ustanovljena pisarna generalnega kapetana, je bila stavba spremenjena v uradno rezidenco predstavnikov krone na Azorih, ki nadzorujejo vojaško, politično in upravno življenje arhipelaga.

### Vojaška
Otok Terceira je bil vedno dovzeten za napade piratov in zasebnikov, najprej berberskih piratov, kasneje pa piratov evropskih sil, ki so poskušale zajeti plen ladij, ki so se vrnile z Daljnega vzhoda. Po personalni uniji med Španijo in Portugalsko je po dinastični krizi potreba po zaščiti tranzitnih točk na Azorih povzročila izgradnjo več utrdb in redut ob obali otoka, med najpomembnejšimi pa so bile:
- 'Grad Moinhos (portugalsko Castelo dos Moinhos), znan kot grad São Cristóvão, ali grad / trdnjava São Luís, ruševine utrdbe iz 16. stoletja s pogledom na mesto Angra, ki jo danes presega Alto da Memória, obelisk iz 19. stoletja, namenjen nekdanjemu portugalskemu kralju Petru IV., ki je v času liberalnih vojn premagal absolutno monarhijo svojega brata Miguela.
- Utrdba Cinco Ribeiras
- Utrdba Greta
- Utrdba Má Ferramenta (portugalsko Forte de Má Ferramenta), ki se je uporabljala od 16. do 20. stoletja, platforma je služila med drugo svetovno vojno, preden je bila opuščena in prepuščena propadu.
- Utrdba Negrito (portugalsko Forte do Negrito), dom Azorskega muzeja vojaške zgodovine, Negrito je bila zgrajena leta 1581 (sočasno s trdnjavo Salga), da bi zagotovila zaščito pred španskim napadom, ki ga je povzročila nasledstvena kriza leta 1580.
- Utrdba Santo António do Monte Brasil (portugalsko Forte de Santo António do Monte Brasil), majhna utrdba, ki je dobila ime po Antónu Portugalskem, razširila obrambo Angrskega zaliva z navskrižnim obstreljevanjem s trdnjavo São Sebastião, zaradi krajšega dosega prve.

• Utrdba São João (portugalsko Forte de São João), znana tudi kot utrdba Biscoitinhos, je bila vključena v fortifikacijske načrte Tommasa Benedetta, vendar je bilo malo storjenega za izboljšanje velike redute.
- Trdnjava São João Baptista (portugalsko Igreja de São João Baptista do Castelo, Fortaleza e Muralhas); Angro obvladuje stožec Monte Brasil, na katerem je trdnjava São João Baptista, ki je bila prvotno zgrajena kot utrdba São Filipe v času Filipove dinastije, pod vladavino Filipa II. Španskega Trdnjava, ki vključuje primarni bastijon in je obkrožena s 4 kilometri zidov s štiristo topi, ki so se uporabljali za zavarovanje ladijskih prevozov, ki so se vrnili iz Vzhodne Indije (naloženi z zlatom in srebrom). V trdnjavi je cerkev São João Baptista (portugalsko Igreja de São Joao Baptista) in prostor za parade, ki je bil končan ob koncu Iberske unije, po obnovi portugalske suverenosti leta 1640. V tistem času se je trdnjava preimenovala v ime cerkve.
- Trdnjava São Sebastião (portugalsko Castelo de São Sebastião / Forte de São Sebastião / Pousada de Angra do Heroísmo) Na drugem koncu zaliva Angra, nasproti Porto de Pipas (Pristanišče sodov), je trdnjava, zgrajena v 16. stoletju po naročilu kralja Sebastiana. Doseg njenih topov je bil povezan z dosegom topov na Monte Brasil in tremi drugimi majhnimi utrdbami ob obali, kar je ustvarilo učinkovit obrambni sistem za pristanišče, ki je bilo priljubljen cilj za pirate. Castelo de São Sebastião se je preoblikoval v očarljiv hotel, enega od štiridesetih pousad (gostiln v zgodovinskih zgradbah) na Portugalskem. Ta preobrazba ohranja prvotni zgodovinski značaj, vendar je bila vodovodna napeljava posodobljena in okrepljeni so bili nekateri nevidni strukturni elementi.

### Religiozna
V eni fazi je imela Angra kar devet konventov, vsak s svojimi samostani in cerkvami. Večina teh cerkva je iz manieristične in baročne dobe in so izjemno veličastne, če se zavedamo slabe kakovosti kamna, ki ga najdemo na otoku. Notranja dekoracija teh cerkva je temeljila na uporabi tradicionalnih izrezljanih in pozlačenih lesenih izdelkov ter bogatih in eksotičnih gozdov Brazilije.
Na Ladeira de São Francisco sredi Angre je Igreja da Nossa Senhora da Guia (cerkev Naše gospe), kjer je pokopan pomorščak Paulo da Gama. Brat je Vasca da Gamo spremljal na njegovem prvem pomorskem potovanju v Indijo leta 1497.
Samostan São Gonçala (portugalsko Convento de São Gonçalo), ustanovljen leta 1542, na pobudo plemiča Brás Pires do Canto, da bi zaščitil sestre klarise, preživel do leta 1832, ko je bil edini preživeli samostan po izgonu verskih redov. Šteje se za eno izmed najbolj ohranjenih baročnih religioznih ustanov na Azorih.